# Friedrich Beer
Ne doit pas être confondu avec Frédéric Berr, compositeur.
Pour les articles homonymes, voir Beer.
Friedrich Salomon Beer, aussi Samuel Friedrich Beer, plus tard Frédéric Beer (né le 1er septembre 1846 à Brno, mort le 18 octobre 1912 à Florence) est un sculpteur austro-français.

## Biographie
Beer, fils d'un commerçant de Proßnitz, est orphelin très jeune et est élevé par des proches. Il est élève d'abord de l'école de commerce de Proßnitz puis, à 15 ans, est apprenti chez un sculpteur d'écume de mer viennois. De 1865 à 1870, il étudie à l'académie des beaux-arts de Vienne, d’abord auprès de Carl Radnitzky puis de Franz Bauer.

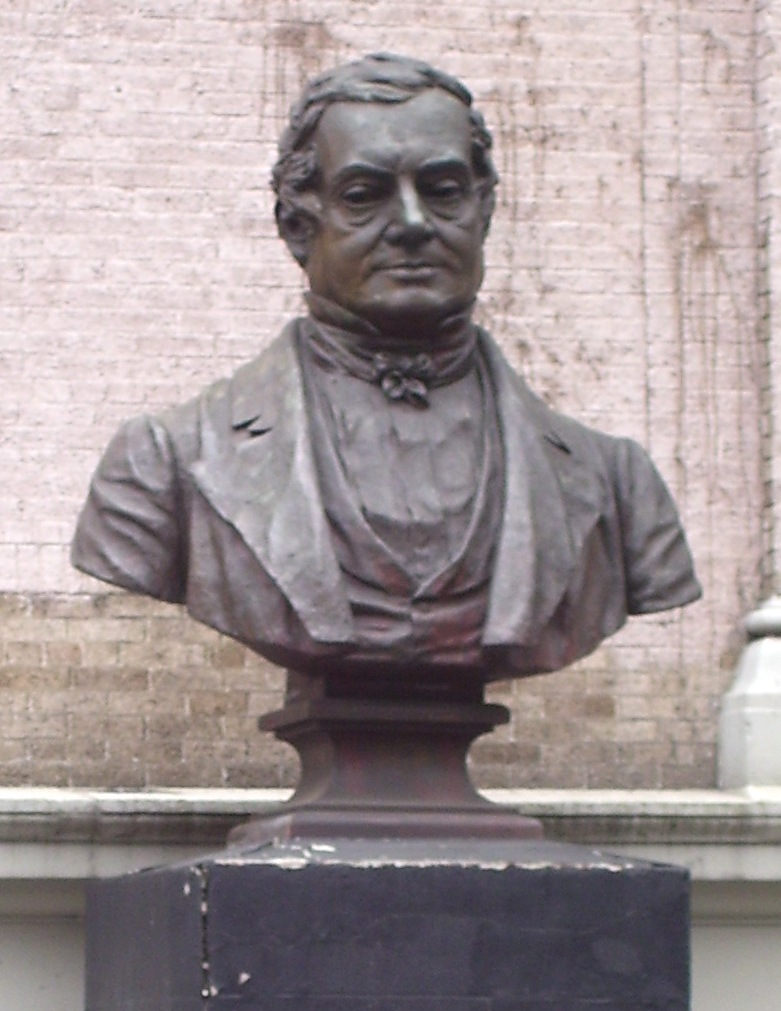
Buste de Washington Irving, 1885.

En 1870, sur proposition de Theophil Hansen, il reçoit la bourse pour Rome pour son groupe de figures Achille et Penthésilée. Il a un studio gratuit au Palazzo di Venezia à Rome pendant trois ans. En 1873, il retourne à Vienne, puis s'installe à Paris en 1875 et, en collaboration avec l'humoriste Alfred Grévin, se concentre d'abord sur d'amusants portraits et statuettes féminines. Dans les années 1880, ses statuettes d'enfants sont particulièrement populaires, comme les représentations souvent reproduites de Martin Luther et d'Albrecht Dürer enfants. Il mène des études chimiques et développe des matériaux de modélisation synthétiques (Plasta, Beerite).
Dans les années 1890, il rencontre Theodor Herzl et Max Nordau et crée plusieurs sculptures sur des thèmes sionistes. En 1902, Beer s'installe à Florence, où il passe la dernière décennie de sa vie.